# Charmes (Vosges)
Charmes ist eine französische Stadt im Département Vosges mit 4489 Einwohnern (1. Januar 2022) in der Region Grand Est. Sie gehört zum Arrondissement Épinal und zum Gemeindeverband Épinal.

## Geografie
Die Kleinstadt Charmes liegt an der Mosel zwischen Épinal und Nancy.
Das Stadtgebiet von Charmes umfasst einen Abschnitt des in Südost-Nordwest-Richtung verlaufenden Moseltales, einen bis zu 1500 m breiten Streifen des Hügellandes links der Mosel sowie rechts der Mosel einen weit nach Nordosten ausladenden Anteil am Forêt de Charmes, der sich bis an die Grenze des Départements Meurthe-et-Moselle hinzieht.

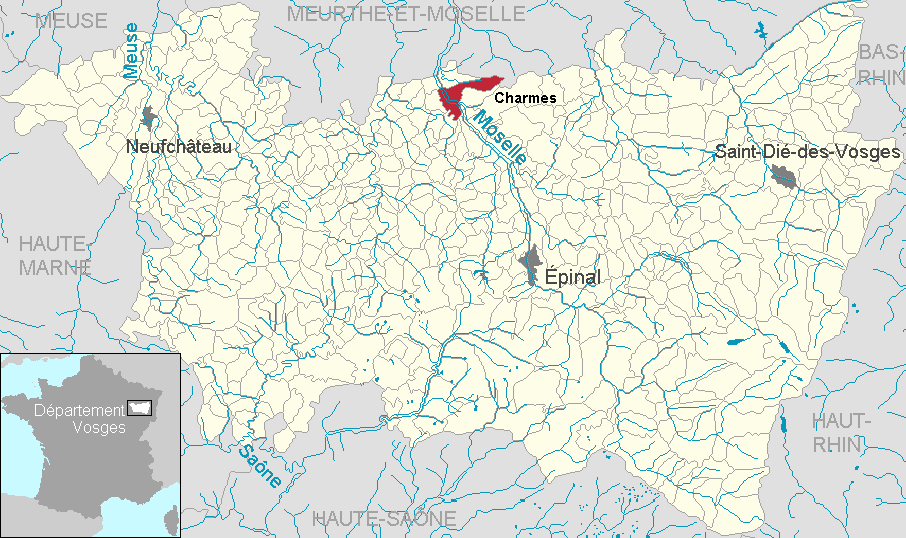
Lage der Gemeinde Charmes im Département Vosges

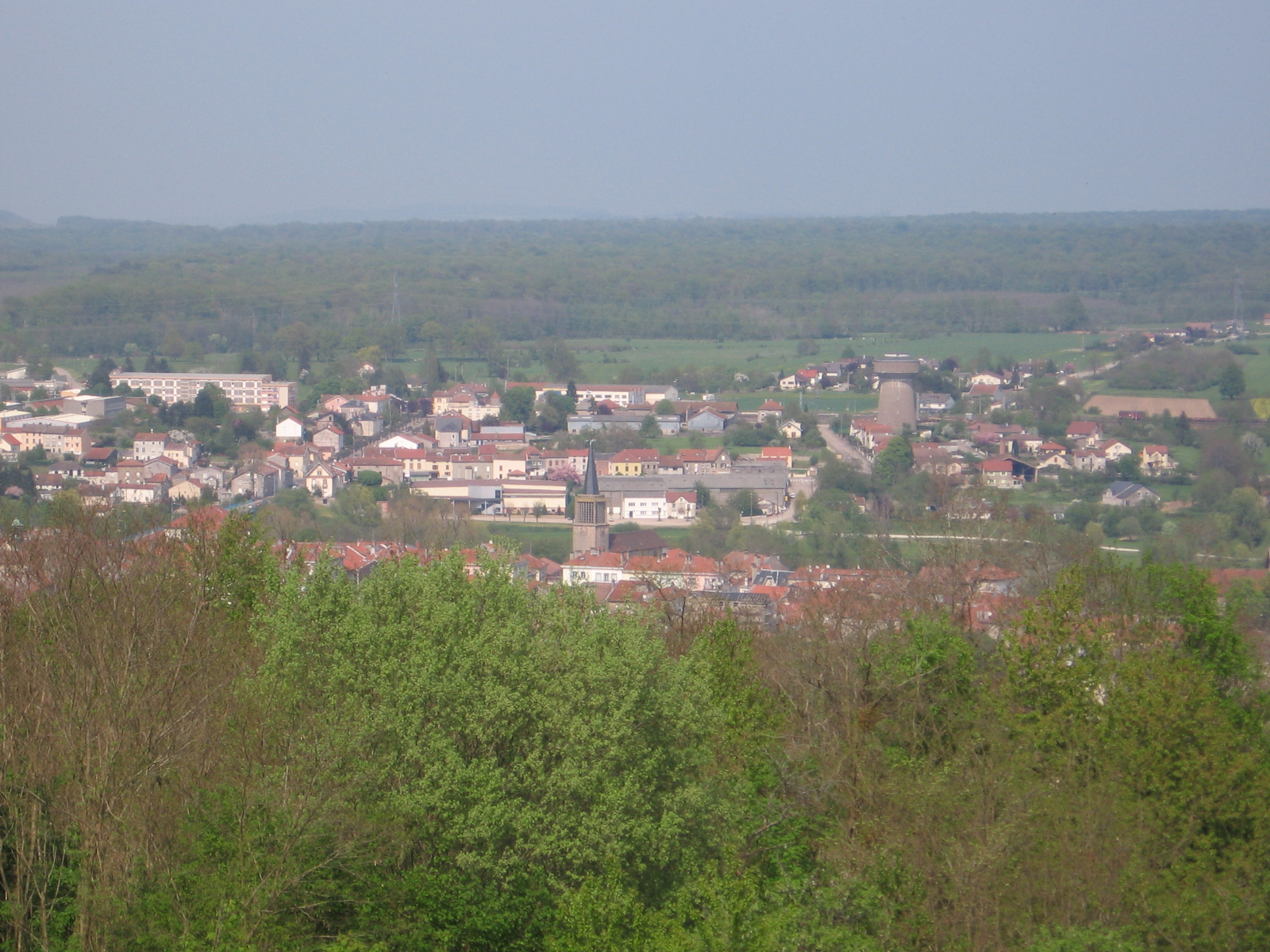
Blick vom Monument de Lorraine auf Charmes: die Altstadt im Vordergrund ist teilweise von Bäumen verdeckt, hinter dem Grünstreifen des Moseltales der östliche Stadtteil, im Hintergrund der Forêt de Charmes

Links der Mosel verläuft parallel der Canal des Vosges mit drei seiner insgesamt 93 Schleusen auf dem Gebiet von Charmes. Das Tal der Mosel ist von zahlreichen Teichen und Kiesgruben geprägt, die unter anderem bei der Begradigung des Flusslaufes angelegt wurden und teilweise der Fischzucht dienen. Der Canal des Vosges überquert zweimal den Canal des Moulins, eine sehr alte Abzweigung von der Mosel zu den Mühlen nahe dem Altstadtkern, die bereits im 11. Jahrhundert erwähnt wurden. Die Mosel nimmt im Gemeindegebiet von Charmes den Ruisseau du Genet auf, weitere kleine Flussläufe durchziehen den Forêt de Charmes. Sie münden in der nördlichen Nachbargemeinde Chamagne oder über den Euron in der Kleinstadt Bayon in die Mosel.
Das Hügelland westlich der Mosel steigt bis zu 120 Höhenmeter über dem Talboden der Mosel an, mit 385 Metern über dem Meer wird nur 1000 Meter südwestlich des Ortskerns der höchste Punkt im Gemeindegebiet erreicht. Auf diesem Hügel steht das 1934 eingeweihte Monument de Lorraine und bildet eine weithin sichtbare Landmarke.
Nordöstlich von Charmes steigt das Gelände allmählich auf 343 m ü. M. an. Charakteristisch für dieses Gebiet sind die Wälder, die geteilt in die Forste Bois de Villacourt, Forêt de Charmes, Forêt de Ternes und Forêt de Fraize eine zusammenhängende Waldfläche von ca. 50 km² umfassen.
Die Lagen im Moseltal werden für den Ackerbau genutzt, an den Hängen links der Mosel finden sich vereinzelt Streuobstwiesen. Der ursprünglich runde Ortskern liegt westlich der Mosel. Aus dem Kern heraus haben sich Siedlungsachsen entlang der Mosel sowie über die Moselbrücke hinaus auf die östliche Seite des Flusses gebildet. Sie sind von Einfamilienhaussiedlungen neueren Datums sowie kleineren Gewerbegebieten umgeben.
Zu Charmes gehört der Ortsteil Les Charmottes, eine Anfang des 20. Jahrhunderts gegründete Arbeitersiedlung. Nordwestlich der Stadt liegen die Gewerbegebiete Lotissement d'Activités de la Plaine und Z.A. Route de Nancy, am Nordrand des rechts der Mosel liegenden Stadtteils die Gewerbegebiete Z.A. Prés Charton und Z.I. de la Route de Chamagne – letztere beide mit eigenen Bahnanschlüssen.
Nachbargemeinden von Charmes sind Chamagne im Norden, Saint-Germain, Loromontzey und Saint-Rémy-aux-Bois im Nordosten, Essegney im Osten, Vincey im Südosten, Ubexy und Brantigny im Südwesten, Florémont im Westen sowie Socourt im Nordwesten.

## Geschichte
Die heutige Kleinstadt geht auf eine gallorömische Siedlung an einem Moselübergang zurück.
Im 11. Jahrhundert errichteten die Grafen von Toul die noch heute in den Straßenzügen von Charmes sichtbare befestigte Stadt mit Burg, Mauern und Toren. Auch die Moselbrücke und die Mühlen am Mühlenkanal (Canal des Moulins) waren in die Befestigung mit einbezogen.
1269 erhielt Charmes das Stadtrecht vom Touler Grafen Friedrich VI. (ab 1251 wurden die Grafen von Toul von den Touler Bischöfen eingesetzt, um ihre Besitztümer besser zu verwalten). Das 14. Jahrhundert war in Charmes und Umgebung von Hungersnöten, Epidemien und Raubüberfällen gekennzeichnet.
Während der Auseinandersetzungen zwischen dem lothringischen Herzog René II. und dem Burgunderherzog Karl dem Kühnen um die Herrschaft über die Region zwischen Nancy und Épinal wurde Charmes 1475 vollständig zerstört.
Ab 1486 wurde die Stadt wieder aufgebaut. Dabei half das von René II. neu gewährte Marktrecht. Aus dieser Zeit stammt die Kirche St. Nikolaus (Église Saint-Nicolas), die 1493 errichtet wurde.
Das 16. Jahrhundert ist trotz erneut auftretender Seuchen eine Zeit der wirtschaftlichen Expansion. Die Stadt wurde in Richtung Moselbrücke und entlang des Mühlenkanals (Canal des Moulins) erweitert (heutige Rue du Patis).
1633, während des Dreißigjährigen Krieges, kam es in Charmes zu einem Vertragsabschluss zwischen Herzog Karl IV. und Kardinal Richelieu, der unter anderem festlegte, dass Nancy und umliegende Gebiete unter die Krone Frankreichs kamen. Karl IV. hielt sich nicht an den für ihn unvorteilhaften Vertrag und eroberte mit seinen Truppen Charmes. Beim Gegenangriff von Oberst Gassion, einem späteren Marschall von Frankreich, wurde die Stadt eingeäschert, die Burg und die Stadtmauern wurden geschleift, die Moselbrücke zerstört. Die folgenden Jahre bis zum Ende des 17. Jahrhunderts brachten erneut Plünderungen, Seuchen und Hungersnöte, sodass sich die Stadt kaum erholen konnte.
Im 18. Jahrhundert brach eine lange Periode des Friedens und des relativen Wohlstands an. Mit dem Tod Stanislaus I. im nahen Lunéville im Jahr 1766 fiel Lothringen und damit auch Charmes vertragsgemäß an Frankreich. Das 19. und frühe 20. Jahrhundert waren für Charmes eine Phase enormen Wachstums. Dazu trug der Anschluss an das Eisenbahnnetz sowie der Bau des Canal des Vosges bei, was die Industrialisierung vorantrieb. In Charmes siedelten sich anfangs vor allem Textilunternehmen an, dazu kamen Gerbereien. Nach Eröffnung der Bahnlinie (Nancy-) Blainville-sur-l’Eau-Charmes-Épinal im Jahr 1857 entstanden neue Gewerbe, unter anderem Ziegeleien, Sägewerke und eine Kartonfabrik. In Charmes wurde 1864 die Brauerei KB – für Kanterbräu – (Les Grandes Brasseries de Charmes) gegründet. Sie wurde 1973 geschlossen.
Im Ersten Weltkrieg fand in der Umgebung die Schlacht an der Trouée de Charmes statt. Charmes verlor in diesem Krieg 200 Gefallene, am Ende des Zweiten Weltkrieges wurde die Stadt von den abziehenden Deutschen zerstört. Die Befreiung kam durch amerikanische Truppen am 5. September 1944. Während des Krieges wurden 150 Bewohner in deutsche Lager verschleppt, von denen 100 nicht lebend zurückkehrten. Zu ihnen gehörte auch der damals 76-jährige Bürgermeister Henri Breton.
1947 wurde damit begonnen, die erneut durch Krieg zerstörte Stadt wieder aufzubauen. Dies gelang durch das Engagement des Bürgermeisters René Didierjean innerhalb von fünf Jahren. Charmes war damit die erste nach dem Zweiten Weltkrieg vollständig wieder aufgebaute Stadt in Frankreich. Die feierliche Einweihung der rekonstruierten Stadt fand am 20. Juli 1952 im Beisein des damaligen französischen Präsidenten Vincent Auriol statt.

### Bevölkerungsentwicklung
| Jahr      | 1962 | 1968 | 1975 | 1982 | 1990 | 1999 | 2007 | 2018 |
| --------- | ---- | ---- | ---- | ---- | ---- | ---- | ---- | ---- |
| Einwohner | 5177 | 5221 | 5702 | 5225 | 4721 | 4665 | 4560 | 4700 |

Mit 4489 Einwohnern (1. Januar 2022) gehört Charmes trotz zum Teil erheblichen Bevölkerungsschwundes im letzten Viertel des 20. Jahrhunderts noch immer zu den 20 einwohnerstärksten der 507 Gemeinden des Départements Vosges. Grund für die Abwanderungen war der Niedergang der traditionellen Industrien, insbesondere der Textilindustrie und der Brauerei ab Mitte der 1970er Jahre. Mit der Ansiedlung neuer Gewerbegebiete wurde dem Trend entgegengesteuert, der Prozess ist noch nicht abgeschlossen. Im Jahr 1975 wurde mit 5702 Bewohnern die bisher höchste Einwohnerzahl ermittelt. Die Zahlen basieren auf den Daten von cassini.ehess und INSEE.

## Wappen
Blasonierung: „Auf blauem Grund ein aufgerichteter silberner Windhund, in den Pfoten ein Lothringer Kreuz haltend.“
Das Wappen entstand aus einem Siegel des 17. Jahrhunderts. Das heutige Wappen tauchte ein Jahrhundert später auf. Es symbolisiert die Loyalität der Bewohner zum Herzogtum Lothringen.
Während die Internet-Präsentation der Gemeinde das zitierte Wappen verwendet, wird am nach dem Zweiten Weltkrieg neu erbauten Rathaus (Hôtel de ville) ein etwas verändertes Wappen gezeigt. Hier sieht der Windhund nach (heraldisch) links und hält einen Schild mit dem Lothringer Kreuz.

## Sehenswürdigkeiten

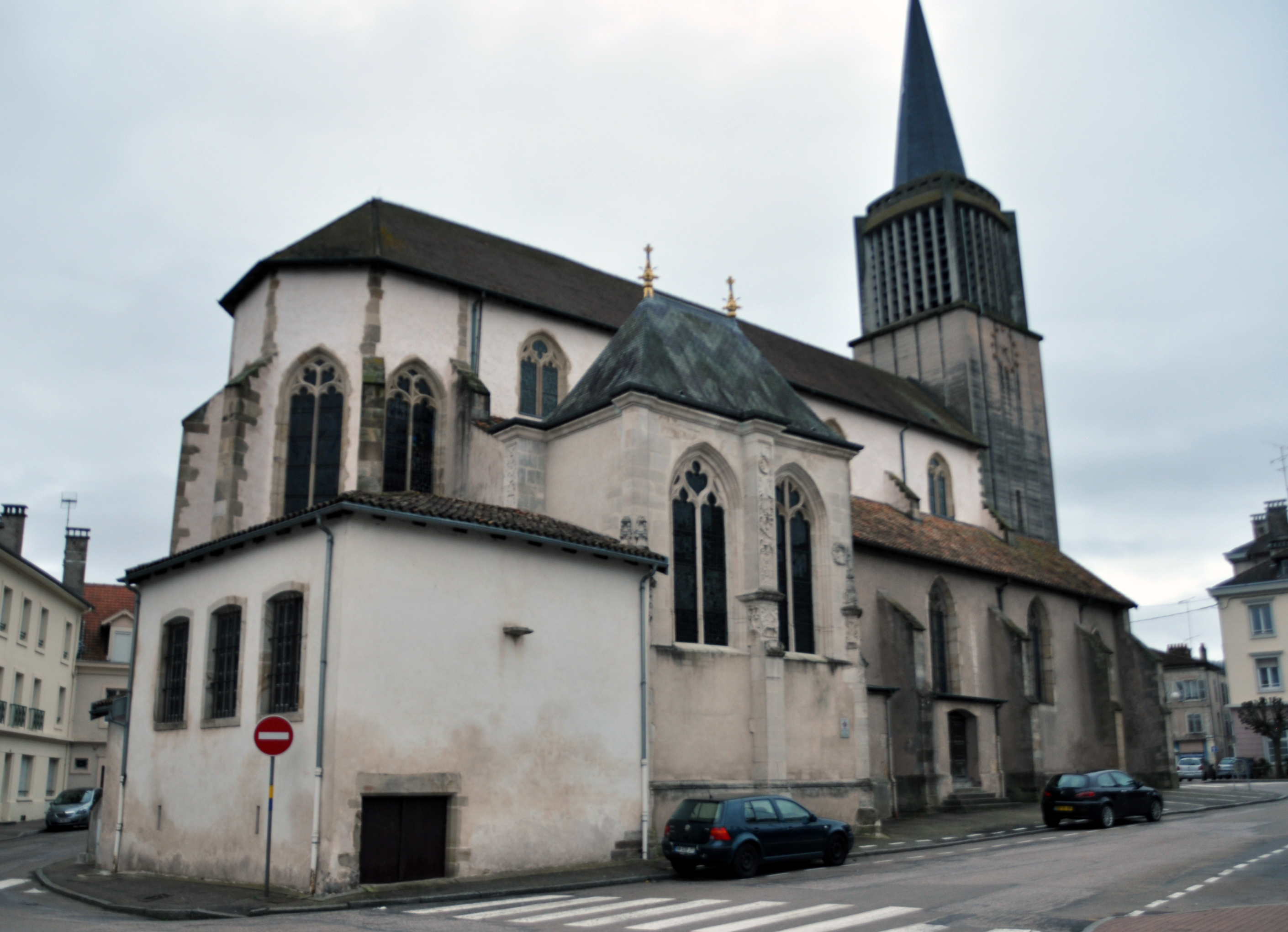
Kirche Saint-Nicolas

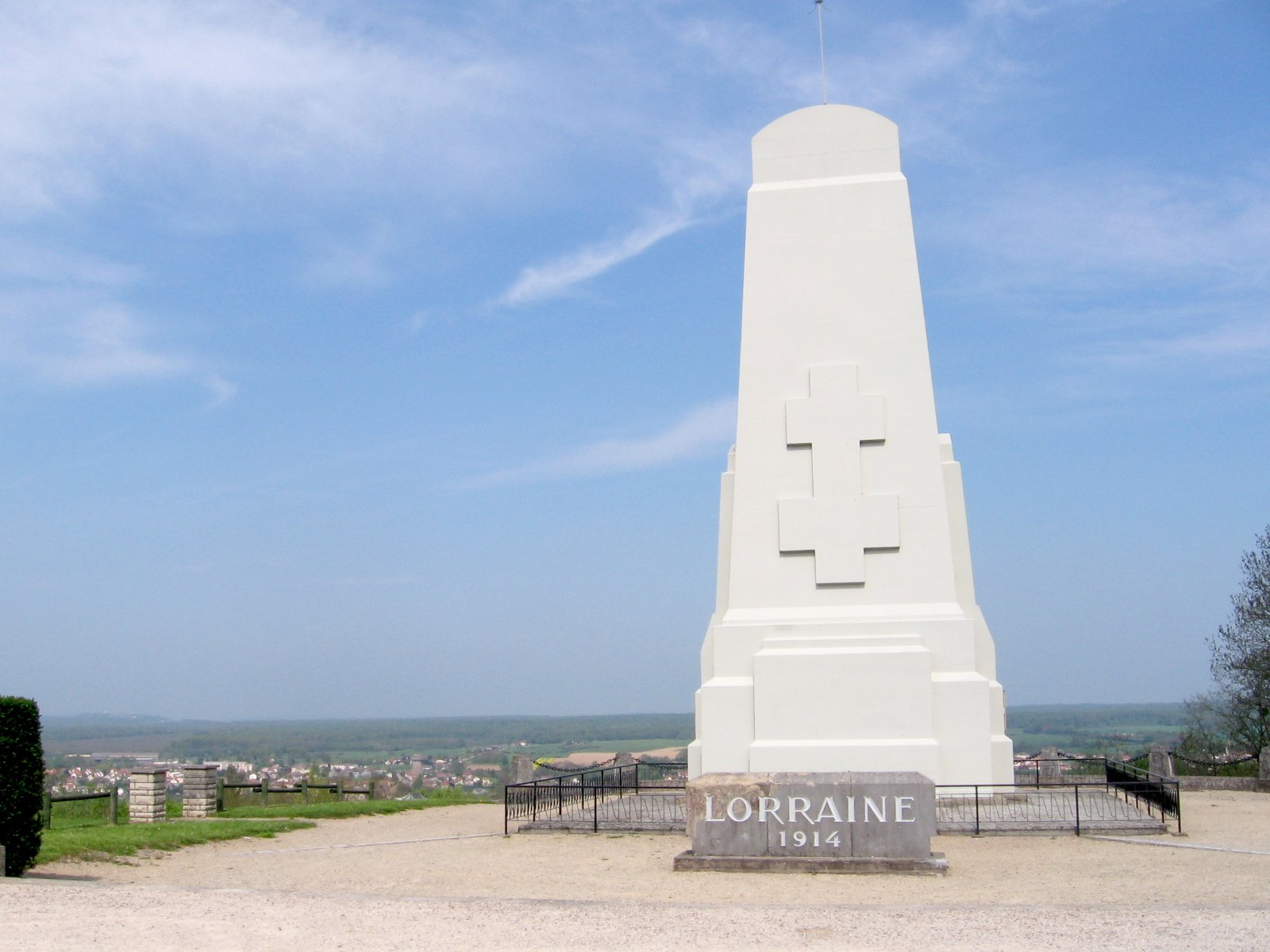
Monument de Lorraine

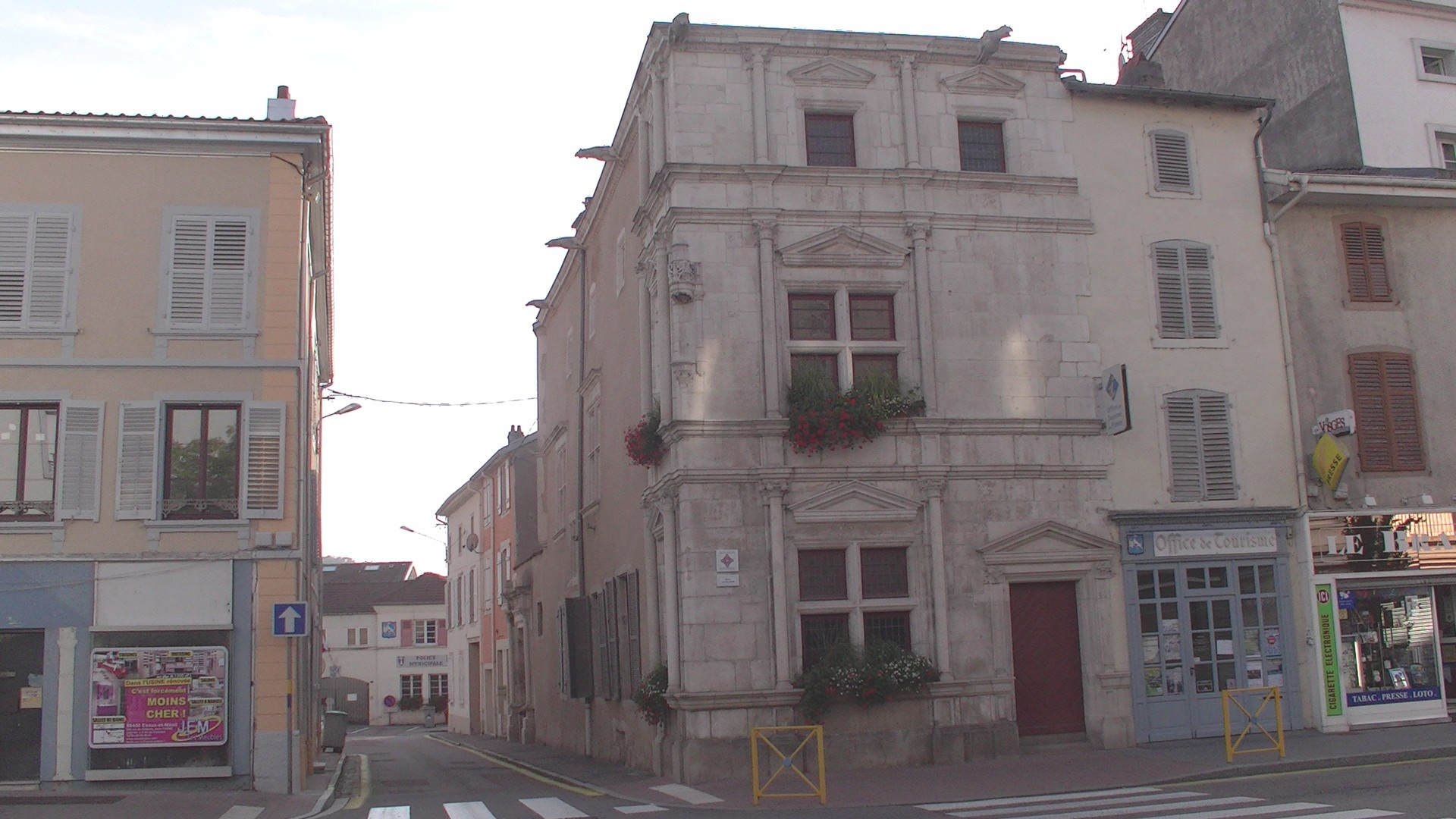
Haus Chaldron

- St.-Nikolaus-Kirche (Eglise Saint-Nicolas) aus dem Jahr 1493, Monument historique[6]
- Haus Chaldron (La maison du Chaldron) in der Rue Maurice Barrès 19, ein aus dem Jahr 1537 stammendes Gebäude, in dem 1633 der Vertrag von Charmes zwischen Karl IV. und Richelieu geschlossen wurde. Aufriss, Portal, Hof und Wendeltreppe des Hauses sind ebenfalls als Monument historique klassifiziert. Das Haus wurde 2009 grundlegend saniert. Heute befindet sich dort das Touristenbüro der Stadt.[7]
- Kapelle Notre-Dame-de-Grace, errichtet um 1490
- Reste der Stadtmauer aus dem 15. Jahrhundert
- Ehemaliges mit Wasserkraft betriebenes Sägewerk aus dem späten 19. Jahrhundert
- Monument de Lorraine, eine 13 Meter hohe Stele auf dem mit 385 m ü. M. höchsten Punkt der Gemeinde zur Erinnerung an die Schlacht an der Trouée de Charmes vom 24. bis 26. August 1914 zu Beginn des Ersten Weltkrieges. Das Monument wurde vom Bildhauer Joseph Rivière (1912–1961) geschaffen.
- Geburtshaus von Maurice Barrès

## Wirtschaft und Infrastruktur
Charmes ist ein regionales Zentrum, das für viele umliegende Gemeinden Funktionen der medizinischen Versorgung, der Bildung, der Verwaltung und nicht zuletzt des Nahverkehrs übernimmt. Zahlreiche Beschäftigte sind in diesen Bereichen tätig. Darüber hinaus ist Charmes Industriestandort.
Nach dem Wegbrechen der traditionellen Industrien in Charmes (Spinnereien, Ziegelherstellung, Sägewerke, Brauerei) haben sich in neuen Gewerbegebieten mittelständische Unternehmen mit breiter aufgestellter Produktpalette angesiedelt. Das produzierende Gewerbe wird vertreten von
- Collot et Compagnie: Papierartikel
- Patisfrance Puratos: Lebensmittelkonserven
- Fabrique de cercueils de l’Est, Sundo France und FCE Performance: Möbeltischlereien
- S.R.E. – Sté Routiere de l’Est: Baustoffe
- United Springs: Herstellung von Stoßdämpfern
- Constructions Soudées de l’Est: Metallverarbeitung
- Precis Est Usinage: Elektrotechnik

In der Stadt sind darüber hinaus 76 Einzelhandelsbetriebe ansässig.
Größter Arbeitgeber mit etwa 550 Beschäftigten ist die französische Niederlassung des US-amerikanischen Unternehmens Trane mit Sitz in Piscataway Township, der in Charmes Fahrzeugausrüstungen produziert (als Teil des international tätigen Mischkonzerns Ingersoll-Rand).

### Bildung
Charmes ist Standort dreier Kindergärten, zweier öffentlicher Grundschulen, einer privaten Schule, eines Gymnasiums und einer Berufsschule.

### Verkehrsanbindung

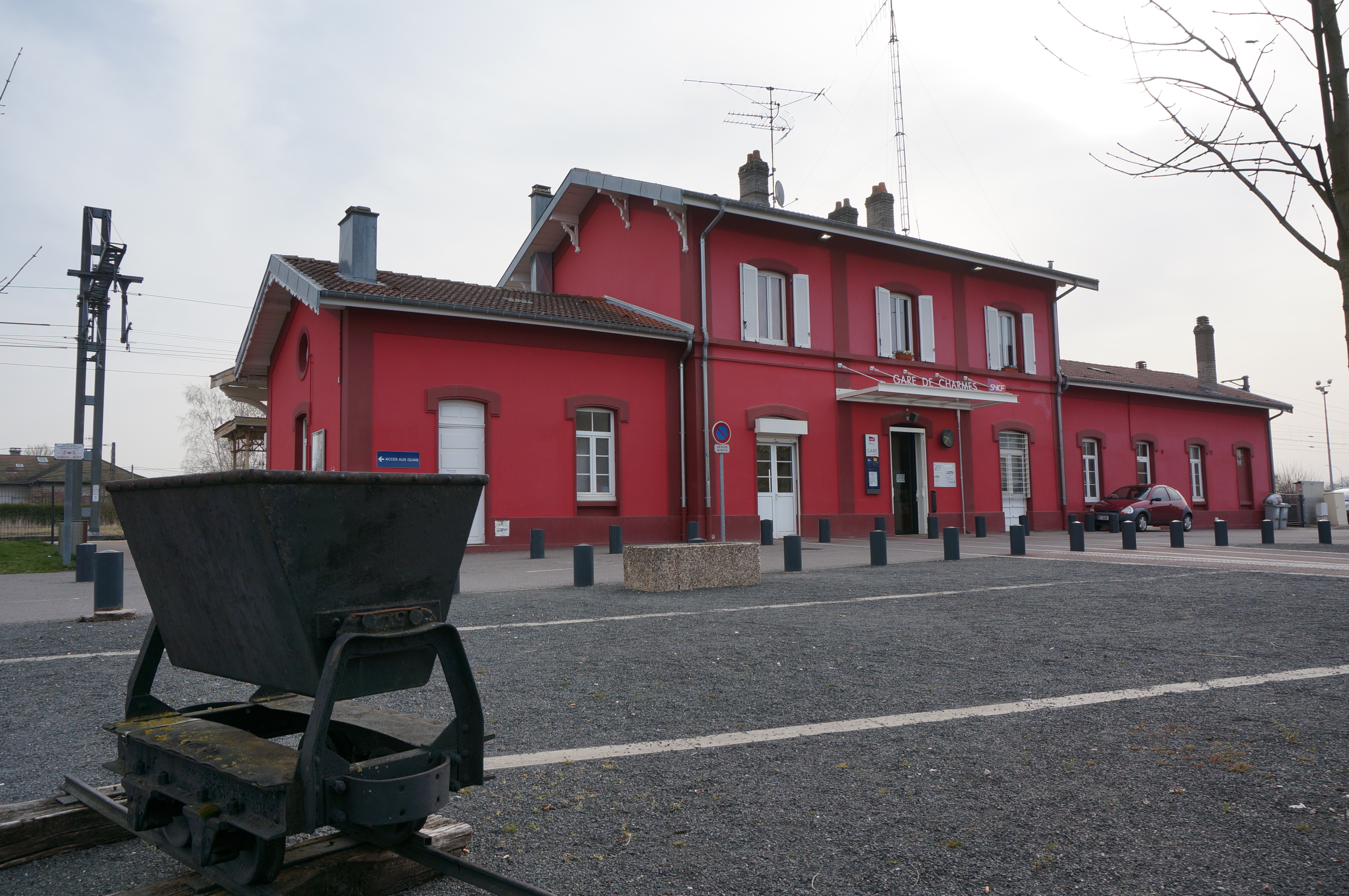
Bahnhof Charmes

In Charmes treffen sternförmig acht Fernstraßen aufeinander: jeweils vier auf beiden Seiten der Mosel. Die zweispurige Nationalstraße 57 von Nancy nach Épinal führt mit einer Anschlussstelle durch das Gemeindegebiet von Charmes. Der Bahnhof Charmes liegt an der weitgehend dem Moseltal folgenden Bahnlinie Nancy-Épinal-Remiremont, die seit 2016 von dem Unternehmen TER Grand Est betrieben wird.

## Partnerschaft
Eine Partnerschaft besteht seit 1967 mit der südbelgischen Gemeinde Bertrix.

## Persönlichkeiten
- Maurice Barrès, eigentlich Auguste-Maurice Barrès (1862–1923), Romancier, Journalist und Politiker
- Joseph-François Malgaigne (1806–1865), Chirurg, Medizinschriftsteller, Redakteur und Hochschullehrer
- Charles Stanislas Marion (1758–1812), General der Infanterie